# Kono Yūsha ga Ore TUEEE Kuse ni Shinchō Sugiru
Kono Yūsha ga Ore TUEEE Kuse ni Shinchō Sugiru (この勇者が俺TUEEEくせに慎重すぎる, lit. "Este herói é cauteloso demais para mim") é uma série japonesa de light novel escrita por Light Tuchihi e ilustrada por Saori Toyota. Começou a ser publicada online em junho de 2016 no site de publicação de novels da Kadokawa, Kakuyomu. Foi então adquirida por Fujimi Shobo, que publicou o primeiro volume de light novel em fevereiro de 2017 sob a marca Kadokawa Books. Uma adaptação de mangá com arte de Koyuki está sendo publicada na revista shōnen da Fujimi Shobo Monthly, a Dragon Age, desde 9 de novembro de 2018 a 7 de outubro de 2022, contando com seis volumes tankōbon publicados. Uma adaptação da série em anime, produzida pelo estúdio White Fox, foi ao ar no Japão entre 2 de outubro e 27 de dezembro de 2019.

## Enredo
Ristarte é uma deusa novata encarregada de salvar o mundo de Gaeabrande de um Lorde Demônio. Gaebrande é um mundo da classe S de dificuldade, extremamente perigoso, e para salvá-lo, a deusa deve convocar um herói humano. Então Ristarte é bastante cuidadosa ao selecionar um herói que será capaz de prevalecer contra os inimigos. Ela escolhe Seiya Ryuguin, cujas estatísticas são muitas vezes maiores do que qualquer outro candidato. Infelizmente, ao convocá-lo, Ristarte descobre, para seu desespero, que ele é ridiculamente cauteloso com tudo, inclusive com ela. Recusando-se a entrar nas áreas mais seguras de Gaeabrande até que ele tenha treinado para um nível em que se sinta confortável, a falta de vontade de Seiya deixa a deusa maluca. No entanto, quando os dois finalmente põem os pés em Gaeabrande, os eventos podem provar que a cautela desse herói é bem justificada.[carece de fontes?]

## Personagens
Seiya Ryuguin (竜宮院 聖哉, Ryūgūin Seiya)
Voz original: Yūichirō Umehara
Um herói super poderoso que se destaca em tudo, exceto por um pequeno problema - ele é muito cauteloso.
Ristarte (リスタルテ, Risutarute)
Voz original: Aki Toyosaki
A Deusa da Cura, encarregada de escolher um herói para salvar Gaeabrande, no qual ela convoca Seiya. Após o primeiro encontro com Seiya, ela é imediatamente apaixonada por ele por causa do seu corpo e aparência perfeitos.
Mash (マッシュ, Masshu)
Voz original: Kengo Kawanishi
Um jovem guerreiro dragão que acaba sendo aprendiz de Seiya e um de seus carregadores de bagagem.
Elulu (エルル, Eruru)
Voz original: Aoi Koga
Uma jovem maga com sangue de dragão amiga de infância de Mash. Como Mash, ela acaba sendo uma das transportadoras de bagagem de Seiya. Começando como uma conjuradora, ela aprende e se concentra mais nas habilidades do tipo suporte.
Ariadoa (アリアドア)
Voz original: Hibiku Yamamura
A deusa sênior de Ristarte e sua deusa se Seiya precisasse de alguém para treiná-lo. A Deusa do Selamento, ela salvou vários mundos.
Cerceus (セルセウス, Seruseusu)
Voz original: Atsushi Ono
Um Deus musculoso que empunha uma espada. Ele é conhecido como a Lâmina Divina. Seiya se tornou tão forte durante o treinamento que acabou por superá-lo, até a ponto de Cerceu querer esconder-se dele.
Ishtar (イシスター, Ishisutā)
Voz original: Keiko Han
A Grande Deusa que serve como líder dos outros deuses.
Valkyria (ヴァルキュレ, Varukyure)
Voz original: Ai Fairouz
A Deusa da Destruição. Apesar da resistência, ela acaba treinando Seiya com algumas restrições.
Hestiaca (ヘスティカ, Hesutika)
Voz original: Sayumi Watabe
A Deusa do Fogo. Fica encarregada de treinar Elulu.
Adenela (アデネラ, Adenera)
Voz original: Shiori Izawa
A Deusa da Guerra. Ela tem uma grande queda por Seiya, mas vai à loucura e demência quando ele a rejeita.
Mitis (ミティス, Mitisu)
Voz original: Kotono Mitsuishi
A Deusa da Arquearia. Ela é conhecida por sua ninfomania.

## Mídias

### Light novels
A série foi publicada pela primeira vez de forma online no site de publicação de novels da Kadokawa, o Kakuyomu, desde junho de 2016 por Light Tuchihi. Posteriormente, a editora Fujimi Shobo adquiriu o título e publicou o primeiro volume como uma light novel sob a sua marca, a Kadokawa Books, em fevereiro de 2017.

### Mangá
Uma adaptação de mangá da série por Koyuki foi publicada desde 9 de novembro de 2018 a 7 de outubro de 2022 no Monthly Dragon Age da Fujimi Shobo.

### Anime
Uma adaptação para anime da série pelo estúdio White Fox foi anunciada em 7 de novembro de 2018. A série foi dirigida por Masayuki Sakoi, com Kenta Ihara cuidando da composição da série, Mai Toda cuidando do design dos personagens e Yoshiaki Fujisawa compondo a música. Foi ao ar de 2 de outubro a 27 de dezembro de 2019 no AT-X e outros canais. Myth & Roid tocou a música tema de abertura da série, "TIT FOR TAT", enquanto Riko Azuna tocou a música tema de encerramento da série "be perfect, plz!".  O terceiro episódio, que deveria ir ao ar em 16 de outubro de 2019, foi adiado por uma semana devido a problemas de produção, com uma retransmissão do episódio 2 em seu lugar. Da mesma forma, o episódio 10 foi adiado por uma semana devido a problemas de produção, com a exibição de um episódio de resumo.